# Дувил сир Андел
Дувил сир Андел (фр. Douville-sur-Andelle) насеље је и општина у северној Француској у региону Горња Нормандија, у департману Ер која припада префектури Andelys.
По подацима из 2011. године у општини је живело 422 становника, а густина насељености је износила 93,57 становника/km². Општина се простире на површини од 4,51 km². Налази се на средњој надморској висини од 20 метара (максималној 146 m, а минималној 15 m).

## Демографија
| 1962. | 1968. | 1975. | 1982. | 1990. | 1999. | 2011. |
| ----- | ----- | ----- | ----- | ----- | ----- | ----- |
| 400   | 426   | 377   | 390   | 355   | 305   | 422   |

График промене броја становника у току последњих година